# نیکولای تیکونوف (فضانورد)
نیکولای تیکونوف (فضانورد) (به انگلیسی: Nikolai Tikhonov (cosmonaut)) فضانورد اهل روسیه است که در ۲۳ مهٔ ۱۹۸۲ در نوووموسکوفسک، روسیه زاده شد.